# 約翰·安德烈亞斯·瓦格納
約翰·安德烈亞斯·瓦格納（德語：Johann Andreas Wagner，1797年3月21日—1861年12月17日）是一名德國古生物學家、動物學家和考古學家，曾撰寫多本重要的古生物學著作。他也是生物地理學理論的先驅。

## 職業生涯

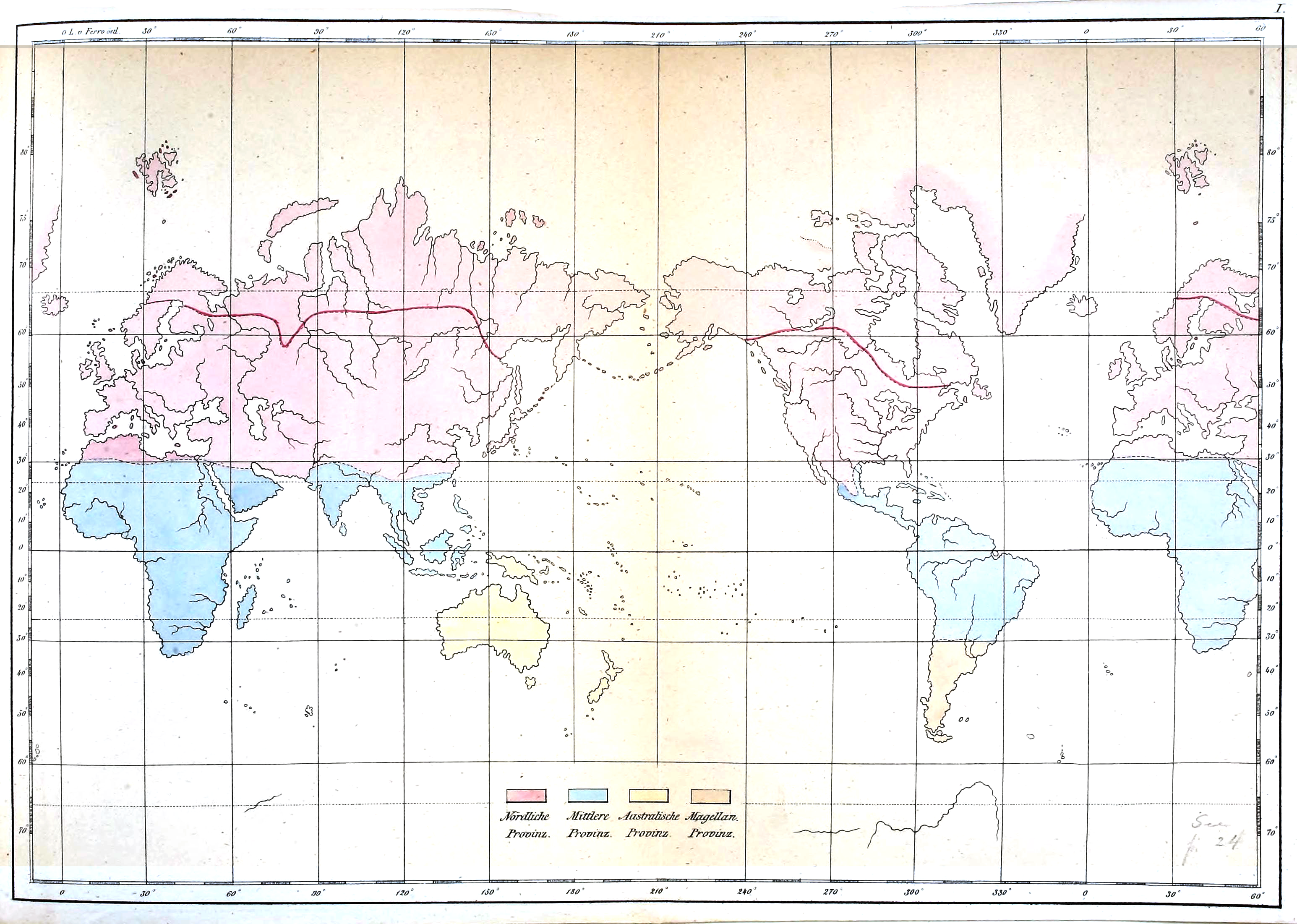
最古老的生物地理圖。瓦格納標明了北部、赤道、澳大利亞和麥哲倫省（南美洲南部）。

瓦格納出生於紐倫堡，在符茲堡大學留學一段時間後，於1826年獲得埃爾朗根大學的博士學位。他曾在埃爾朗根擔任私人教師，之後到巴黎訪問。1832年，他成為高蒂爾夫·海因里希·馮·舒伯特在慕尼黑動物收藏館的助手。1835年，他獲選入巴伐利亞皇家科學院。1845年，在巴伐利亞王國的贊助下，他對巴伐利亞各地區的44種脊椎動物（16種哺乳動物、27種鳥類、1種爬蟲類）的分布情況進行了調查。1849年，他被任命為動物收藏館的第三任館長。他是《哺乳類動物地理分布圖解》（Die Geographische Verbreitung der Säugethiere Dargestellt，1844年—1846年）一書的作者。在這部著作中，他承認墨西哥、洪都拉斯和尼加拉瓜周圍的區域為新北界和新熱帶界的混合區域。約翰·卡爾·威廉·伊利格和欣里希·利希滕施泰因也曾提出過這個觀點。瓦格納繪製了一些最早的生物地理圖。他也出版了徐畢克斯的南美洲軟體動物著作。
瓦格納是基督創造論者。在他的哺乳類動物分布理論中，他假設了一次洪水，並據此解釋他的化石發現。他指出家畜的歷史支持聖經中關於從亞拉拉特山周圍重新繁衍地球的觀點。

## 皮克米

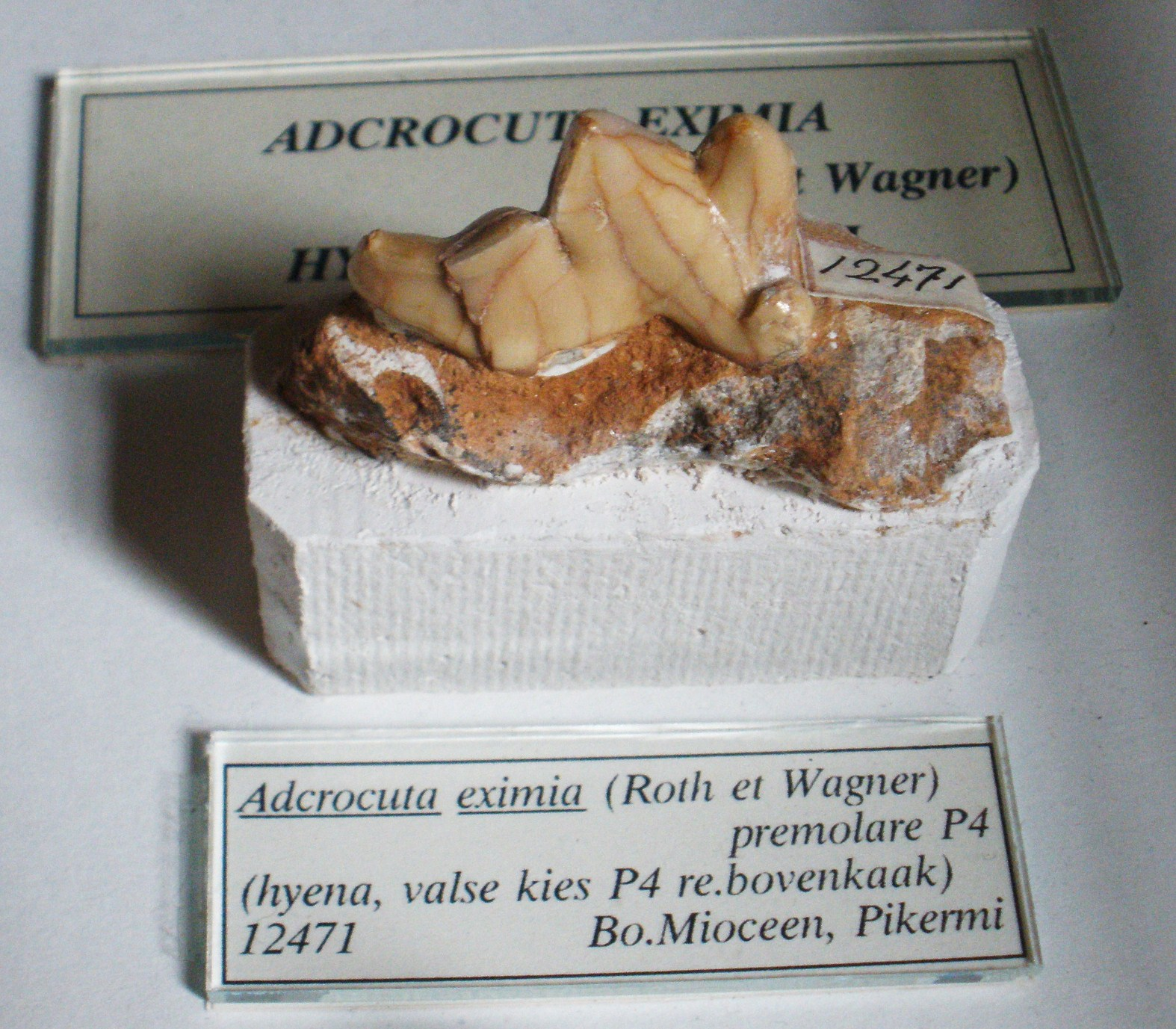
Adcrocuta eximia牙化石，顯示出特有的裂紋，泰勒博物館。

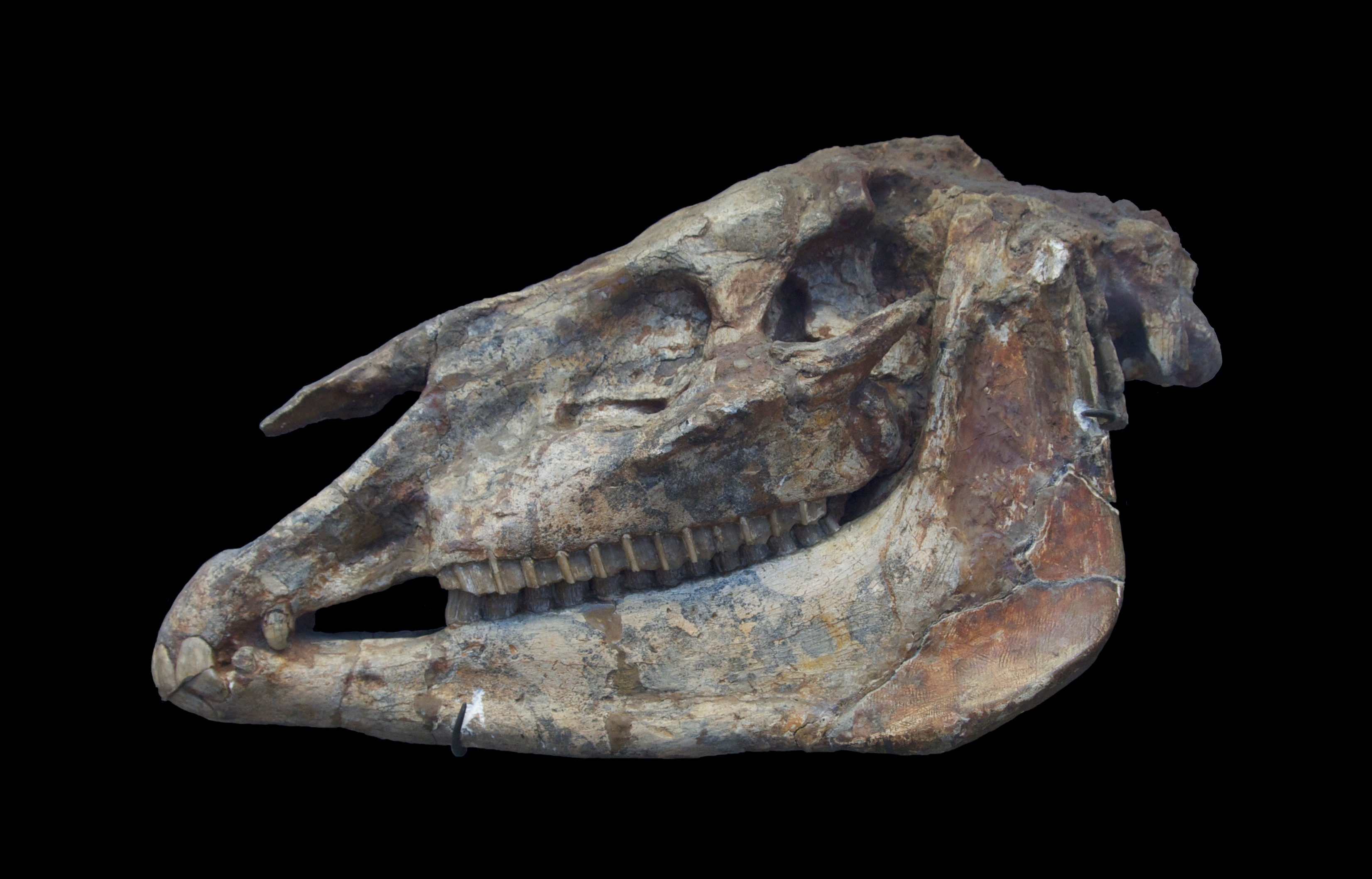
三趾馬，巴黎國家自然史博物館。

在前往皮克米的化石床旅行時，瓦格納發現並描述了乳齒象、恐象、三趾馬、兩種長頸鹿、羚羊等化石遺骸。他與約翰尼斯·羅特合作研究這些化石，成為古生物學的重要教科書，被稱為「Roth & Wagner」，在這本教科書中，「骨骼多有破碎，沒有發現所有部分結合在一起的完整骨骼」。